# Wilfred Hudson Osgood
Wilfred Hudson Osgood, född 8 december 1875 i Rochester, New Hampshire, död 20 juni 1947, var en amerikansk zoolog.
Osgood var son till en urmakare. Familjen flyttade 1888 till Kalifornien där Wilfred blev medlem i Cooper Ornithological Club. Han började studera vid Stanford University och när han var 22 år gammal fick han anställning vid USA:s jordbruksdepartement. Där arbetade Osgood i avdelningen för fågel- och däggdjursforskning. Han grupp blev senare en del av avdelningen för biologisk forskning under Clinton Hart Merriam.
1909 flyttade Osgood till Chicago och där blev han kurator för fågel- och däggdjursavdelningen vid Field Museum. 1921 befordrades han till kurator för hela zoologiska avdelningen. Under tiden deltog Osgood i expeditioner till andra regioner i Nordamerika och till Chile för att samla föremål. Han var även medlem av Louis Agassiz Fuertes expedition till Etiopien.
Osgood publicerade The Mammals of Chile (1943) och var koauktor för Artist and Naturalist in Ethiopia (1936).